# Яговдик, Игорь Александрович
Игорь Александрович Яговдик (укр. Ігор Олександрович Яговдик; род. 5 января 1969, Макеевка, Донецкая область) — украинский политик. Председатель Сумской государственной администрации (2013—2014), заместитель министра Совета Министров Автономной Республики Крым (2011—2012)

## Биография
В 1993 году окончил Донецкий политехнический институт по специальности «горный инженер». В 1993—1995 годах — инженер, начальник смены, инженер технологического отдела Шахтоуправления им. С. Кирова производственного объединения «Макеевуголь», город Макеевка Донецкой области. С 1995 по 2000 год — офицер оперативного состава Службы безопасности Украины. Параллельно в 1997 году окончил Киевский национальный университет им. Тараса Шевченко по специальности «юрист-правовед».
В 2000—2009 годах работал в юридической компании ООО «Юрист-консалтинг» (заместитель директора) и АКБ «Интеграл» (заместитель управляющего первого филиала), АКБ «Трансбанк» (директор департамента безопасности). С апреля по ноябрь 2010 года — первый заместитель начальника Контрольно-ревизионного управления в Автономной Республике Крым, г. Симферополь). С ноябрь 2010 по март 2011 — председатель Республиканского комитета Автономной Республики Крым по торговле и защите прав потребителей. В 2001 году окончил Ивано-Франковский национальный технический университет нефти и газа по специальности «инженер-экономист».
В 2006—2007 годах — помощник народного депутата Украины Павла Николаевича Бурлакова. Состоял в Партии регионов.
С марта 2011 по март 2012 года — заместитель министра экономики, заместитель министра, первый заместитель министра экономического развития и торговли Совета министров Автономной Республики Крым. С апреля 2012 по декабрь 2013 года — заместитель председателя Сумской областной государственной администрации.
С декабря 2013 по 24 февраля 2014 года — председатель Сумской государственной администрации. Ушёл в отставку по собственному желанию.
В июне 2014 года назначен на должность начальника Главного оперативного управления Министерства доходов и сборов Украины.

## Награды
- Грамота Президента Украины (2010)[6]